# Đài tưởng niệm Trẻ em là Nạn nhân của Holocaust

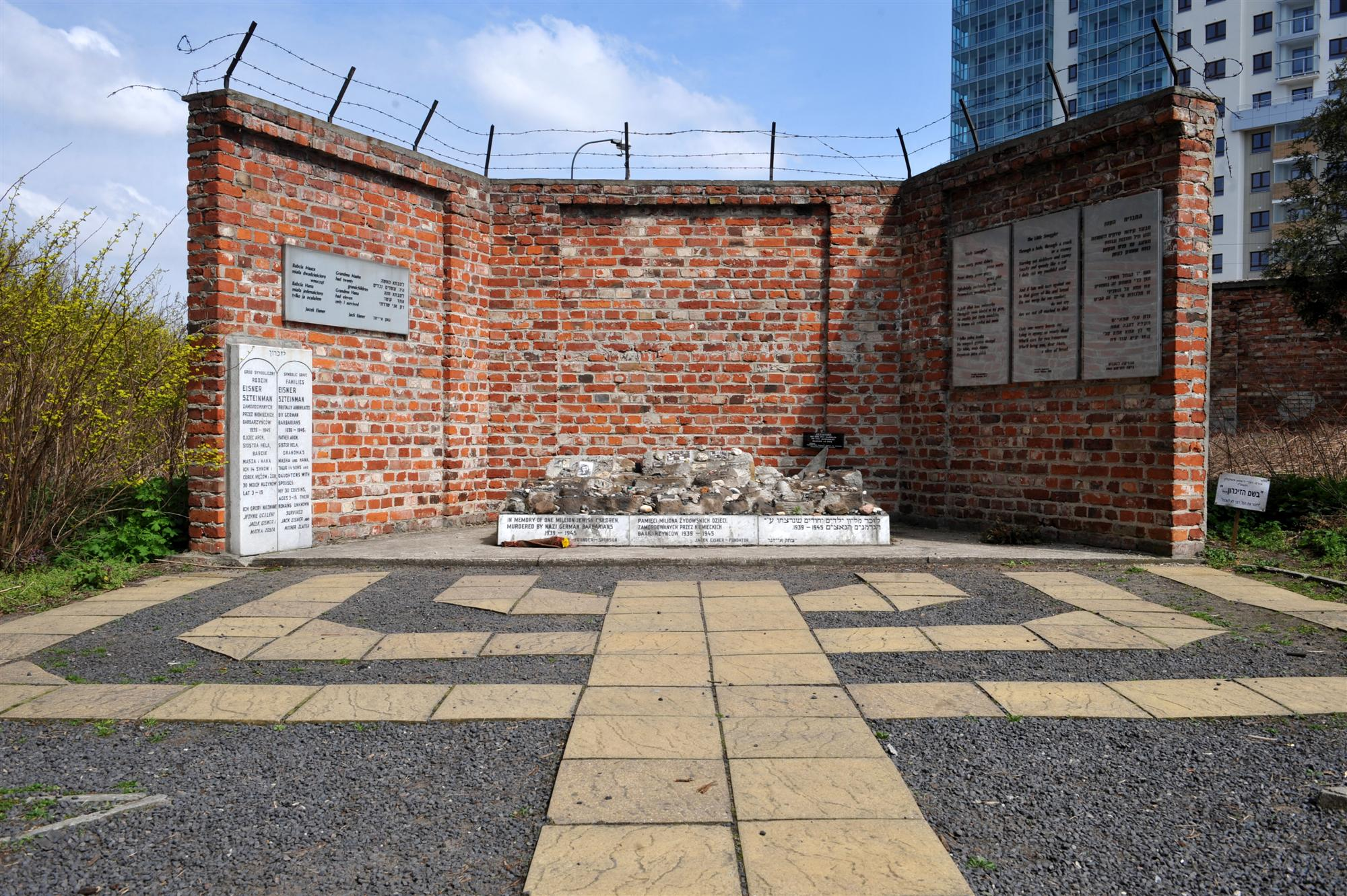
Đài tưởng niệm Trẻ em là Nạn nhân của Holocaust

Đài tưởng niệm Trẻ em là Nạn nhân của Holocaust là một đài tưởng niệm nằm trong nghĩa trang của người Do Thái trên phố Okopowa ở Warsaw, tưởng nhớ những đứa trẻ là nạn nhân của vụ thảm sát.

## Mô tả tượng đài
Nhìn từ bên ngoài, tượng đài giống như một bức tường cao của khu ổ chuột (ghetto) vây xung quanh bằng dây thép gai. Tàn tích của khu ổ chuột ở phía dưới của tượng đài, phía trên treo bức ảnh của những đứa trẻ Do Thái bị thiệt mạng trong Chiến tranh thế giới thứ hai. Bên dưới có một tấm bảng viết bằng 3 thứ tiếng: Ba Lan, Do Thái và Anh, với nội dung như sau: Tưởng nhớ một triệu trẻ em Do Thái bị sát hại bởi những kẻ man rợ mang quốc tịch Đức từ năm 1939 đến năm 1945 (Tiếng Anh: To the memory of one million Jewish children murdered by German barbarians 1939-1945). Bức ảnh chụp một bé gái mặc quần áo ca rô và đội mũ chính là con gái của Chaskiel Bronstein, ông chủ studio nhiếp ảnh Fotografika ở Tarnów được Paweł Huelle nhắc đến trong truyện ngắn Mercedes Benz.
Đài tưởng niệm cũng trưng bày: ngôi mộ biểu tượng của gia đình Szteinman bị sát hại trong Holocaust, và hai bảng kỷ niệm:
- bảng đầu tiên viết bằng tiếng Ba Lan, tiếng Do Thái và tiếng Anh có nội dung: Bà Masha có hai mươi cháu. Bà Hana có mười một cháu, [giờ] chỉ còn tôi sống sót. Jacek Eisner (Nguyên văn tiếng Anh: Grandmother Masha had twenty grandchildren. Grandmother Hana had eleven, only I survived. Jacek Eisner).
- bảng thứ hai cũng viết bằng tiếng Ba Lan, tiếng Do Thái và tiếng Anh, có nội dung là một bài thơ của Henryka Łazowertówna mang tên Mały Szmugler [1]